# Спомен-костурница у Аранђеловцу
Спомен-костурница у Аранђеловцу је монументални споменик посвећен српским и аустроугарским ратницима погинулим у Првом светском рату, подигнута је у периоду од 1933. до 1938. године. Представља непокретно културно добро као споменик културе, одлуком СО Аранђеловац бр.06-140/92-01 од 29. октобра 1992. године.
Спомен-костурница се састоји од крипте и капеле у виду пирамиде са крстом на темену, са засведеним отвором затвореним гвозденом решетком окренутим ка прилазном степеништу. Пирамида је издигнута над постољем испод којег је костурница. Цео споменик је обликован од сивих гранитних квадера. Унутрашњост капеле је декорисана живописом са ликовима средњовековних владара и херувима.